# 黄甲喜
黄甲喜（1939年8月—），湖南岳阳人，1960年3月加入中国共产党。大专文化。曾任中共岳阳县委副书记、县长；岳阳县委书记；岳阳市副市长；市委常委、常务副市长；市委副书记、代市长、市长等职。